# Bathurst-Ouest-Beresford
Circonscription électorale provinciale du Canada
Bathurst-Ouest-Beresford ((en) Bathurst West-Beresford) est une ancienne circonscription électorale provinciale du Nouveau-Brunswick représentée à l'Assemblée législative entre 2014 et 2024.

## Géographie
La circonscription comprend :
- la partie à l'ouest de la rivière Middle de la ville de Bathurst ;
- la ville de Beresford ;
- les communautés rurales au sud de la rivière Tetagouche.

## Liste des députés
| Législature                                                                               | Années    | Député      | Député      | Parti   |
| ----------------------------------------------------------------------------------------- | --------- | ----------- | ----------- | ------- |
| Bathurst-Ouest-Beresford Circonscription issue de Bathurst, Nigadoo-Chaleur et Nepisiguit |           |             |             |         |
| 58e                                                                                       | 2014-2018 |             | Brian Kenny | Libéral |
| 59e                                                                                       | 2018-2020 |             | Brian Kenny | Libéral |
| 60e                                                                                       | 2020-2024 | René Legacy |             | Libéral |
| Circonscription dissoute dans Bathurst et Belle-Baie-Belledune                            |           |             |             |         |